# یاتسک برومسکی
یاتسک برومسکی (لهستانی: Jacek Bromski؛ ‏ تلفظ لهستانی: [ˈjat͡sɛk]؛ زادهٔ ۱۹ دسامبر ۱۹۴۶) یک کارگردان و فیلم‌نامه‌نویس اهل لهستان است. از سال ۱۹۸۲ میلادی یاتسک ۱۵ فیلم کارگردانی نموده‌است. در ۱۸مین دوره جشنواره بین‌المللی فیلم مسکو، وی یکی از اعضای هیئت داوران بود.

## فیلم‌شناسی
- آلیس (۱۹۸۲)
- بچه‌ها و ماهی (۱۹۹۷)
- کیلر (۱۹۹۷)
- منم، دزد (۲۰۰۰)
- همبستگی، همبستگی... (۲۰۰۵)